# Cyril Raffaelli
Cyril Raffaelli (Parigi, 1º aprile 1974) è un attore, stuntman e artista marziale francese.

## Biografia
Raffaelli utilizza lo stile della Savate, del Taekwondo e del Wushu, viene definito come uno dei migliori stuntman del XXI secolo.
Cyril è attore ma anche il creatore di molte scene di combattimento e parkour di molti film.
La sua principale attività nel mondo del cinema è quella di interprete e tra i lavori più interessanti possiamo citare la partecipazione nel film Die Hard - Vivere o morire di Len Wiseman dove ha interpretato la parte di Rand.
Nel 2001 ha inoltre lavorato con Chris Nahon per la realizzazione del film Kiss of the Dragon dove ha interpretato la parte di Twin. 
Ha interpretato il ruolo di Damien Tomaso nel film Banlieue 13 e poi nel sequel Banlieue 13 Ultimatum insieme al suo amico e protagonista David Belle.

## Filmografia

### Attore

#### Cinema
- La verità sull'amore (La Vérité si je mens!), regia di Thomas Gilou (1997) - non accreditato
- Taxxi 2 (Taxi 2), regia di Gérard Krawczyk (2000)
- Mortel transfert, regia di Jean-Jacques Beineix (2001)
- Kiss of the Dragon, regia di Chris Nahon (2001)
- Asterix & Obelix - Missione Cleopatra (Astérix & Obélix: Mission Cléopâtre), regia di Alain Chabat (2002)
- I fiumi di porpora 2 - Gli angeli dell'Apocalisse (Les Rivières pourpres II: Les anges de l'apocalypse), regia di Olivier Dahan (2004)
- Banlieue 13, regia di Pierre Morel (2004)
- Die Hard - Vivere o morire (Live Free or Die Hard), regia di Len Wiseman (2007)
- Human Zoo, regia di Rie Rasmussen (2009)
- Banlieue 13 Ultimatum, regia di Patrick Alessandrin (2009)
- Djinns, regia di Hugues Martin e Sandra Martin (2010)
- A Gentleman, regia collettiva (2017)

#### Televisione
- Il giovane Casanova, regia di Giacomo Battiato - film TV (2002)

## Doppiatori italiani
- Vittorio Guerrieri in Banlieue 13, Banlieue 13 Ultimatum